# Coppa Italia Dilettanti (Fase Promozione) 1990-1991
La fase Promozione della Coppa Italia Dilettanti 1990-1991 è un trofeo di calcio cui partecipano le squadre militanti nella Promozione 1990-1991. Questa è la 10ª edizione. La vincitrice si qualifica per la finale della Coppa Italia Dilettanti 1990-1991 contro la vincitrice della fase Interregionale.

## Prima fase

### Liguria
```
Nel primo turno, in un girone a 3 squadre, la 
Sestrese
 elimina Vezzano (0–0) e 
Migliarinese
 (3–1). Nel secondo turno elimina la C.U.L.M.V. (4–0 e 1–1).
```

### Friuli-Venezia Giulia
| Squadra 1         | Totale        | Squadra 2             | Andata     | Ritorno    |
| ----------------- | ------------- | --------------------- | ---------- | ---------- |
| PRIMO TURNO       | PRIMO TURNO   | PRIMO TURNO           | 02.09.1990 | 09.09.1990 |
| Fontanafredda     | 0 – 1         | Porcia                | 0 – 1      | 0 – 0      |
| Pordenone         | 1 – 2         | Maniago               | 1 – 1      | 0 – 1      |
| Pasianese Passons | 1 – 2         | San Daniele           | 1 – 2      | 0 – 0      |
| Manzanese         | 2 – 3         | Serenissima Pradamano | 2 – 1      | 0 – 2      |
| Gradese           | 1 – 8         | Palmanova             | 1 – 4      | 0 – 4      |
| Lucinico          | 4 – 4 (gfc)   | Cussignacco           | 1 – 2      | 3 – 2      |
| Itala San Marco   | 2 – 4         | Ronchi                | 0 – 1      | 2 – 3      |
| Cormonese         | 2 – 0         | San Sergio            | 2 – 0      | 0 – 0      |
| SECONDO TURNO     | SECONDO TURNO | SECONDO TURNO         | 16.09.1990 | 26.09.1990 |
| Maniago           | 1 – 1 (gfc)   | Porcia                | 1 – 1      | 0 – 0      |
| Palmanova         | 2 – 1         | San Daniele           | 1 – 0      | 1 – 1      |
| Cormonese         | 3 – 2         | Serenissima Pradamano | 2 – 1      | 1 – 1      |
| Lucinico          | 1 – 0         | Ronchi                | 0 – 0      | 1 – 0      |

### Umbria
```
GIRONE A

01.09.1990 Ponte Pattoli - Pierantonio      0-1
01.09.1990 Città di Castello - Pianello     1-0
02.09.1990 Valfabbrica - Tiberis	    1-1
05.09.1990 Pierantonio - Valfabbrica	    1-0
05.09.1990 Pianello - Ponte Pattoli         1-1
05.09.1990 Tiberis - Città di Castello      0-0
08.09.1990 Valfabbrica - Ponte Pattoli	    2-1
09.09.1990 Pierantonio - Città di Castello  0-2	
09.09.1990 Pianello - Tiberis               3-0
12.09.1990 Tiberis - Pierantonio            2-2
12.09.1990 Ponte Pattoli - Città di Castello1-0
12.09.1990 Valfabbrica - Pianello           2-3
16.09.1990 Pianello - Pierantonio           0-0
16.09.1990 Tiberis - Ponte Pattoli          0-1
16.09.1990 Città di Castello - Valfabbrica  5-0
Classifica: 
Città di Castello
 7, Pianello 6, 
Pierantonio
 6, Ponte Pattoli 5, 
Tiberis
 3, Valfabbrica 3.
```

```
GIRONE B

02.09.1990 Subasio - San Sisto              1-2
02.09.1990 Pievese - Deruta                 1-0
05.09.1990 Assisiangelana - San Sisto	    1-0
05.09.1990 Subasio - Pievese                0-1
08.09.1990 San Sisto - Deruta	            2-1
09.09.1990 Assisiangelana - Subasio         2-2	
12.09.1990 Deruta - Assisiangelana          1-2
12.09.1990 San Sisto - Pievese              2-0
16.09.1990 Pievese - Assisiangelana         0-2
16.09.1990 Deruta - Subasio                 1-1
Classifica: 
Assisiangelana
 7, San Sisto 6, Pievese 4, 
Subasio
 2, 
Deruta
 1.
```

```
GIRONE C

02.09.1990 Dinamo B.B. - La Castellana      1-1
02.09.1990 Ortana - Amerina                 3-2
05.09.1990 La Castellana - Ortana	    2-3
05.09.1990 Amerina - Julia Spello           1-0
08.09.1990 Julia Spello - La Castellana     2-2
09.09.1990 Ortana - Dinamo B.B.             0-1
12.09.1990 La Castellana - Amerina          1-1
12.09.1990 Dinamo B.B. - Julia Spello       3-0
16.09.1990 Amerina - Dinamo B.B.            2-2
16.09.1990 Julia Spello - Ortana            0-4
Classifica: 
Dinamo Borgo Bovio
[
2
]
 6, 
Orte
 6, Amerina 4, La Castellana 3, Julia Spello 1.
```

### Calabria
| Squadra 1                                                                                 | Totale | Squadra 2     | Andata | Ritorno |
| ----------------------------------------------------------------------------------------- | ------ | ------------- | ------ | ------- |
| TURNO PRELIMINARE                                                                         |        |               |        |         |
| Castrovillari                                                                             | 1 – 0  | Trebisacce    | 0 – 0  | 1 – 0   |
| TURNO TURNO                                                                               |        |               |        |         |
| Corigliano                                                                                | 0 – 4  | Castrovillari | 0 – 2  | 0 – 2   |
| SECONDO TURNO                                                                             |        |               |        |         |
| Roggiano                                                                                  | 0 – 4  | Castrovillari | 0 – 2  | 0 – 2   |
| altre squadre calabre che hanno superato il secondo turno: Locri, Silana e Catanzaro Lido |        |               |        |         |

### Basilicata e Puglia
| Squadra 1      | Totale        | Squadra 2           | Andata     | Ritorno     |
| -------------- | ------------- | ------------------- | ---------- | ----------- |
| PRIMO TURNO    | PRIMO TURNO   | PRIMO TURNO         | 02.09.1990 | 09.09.1990  |
| Murese         | ? – ?         | Vultur Rionero      | ? – ?      | ? – ?       |
| Pietragalla    | ? – ?         | Tricarico           | ? – ?      | ? – ?       |
| Pignola        | ? – ?         | Pescopagano Invicta | ? – ?      | ? – ?       |
| SECONDO TURNO  | SECONDO TURNO | SECONDO TURNO       | 01.11.1990 | 15.11.1990  |
| Vultur Rionero | ? – ?         | Ginosa              | ? – ?      | ? – ?       |
| Novoli         | 1 – 3         | Pescopagano Invicta | 1 – 0      | 0 – 3 (dts) |
| Nardò          | ? – ?         | Tricarico           | 1 – 1      | ? – ?       |

Passa anche il Canosa

## Terzo turno
| Squadra 1                | Totale          | Squadra 2               | Andata     | Ritorno    |
| ------------------------ | --------------- | ----------------------- | ---------- | ---------- |
|                          |                 |                         | 01.11.1990 | 15.11.1990 |
| (LIG) Sestrese           | 5 – 1           | Ploaghe (SAR)           | 2 – 0      | 3 – 1      |
| (FVG) Porcia             | 3 – 2           | Condinese (TAA)         | 1 – 1      | 2 – 1      |
| (VEN) Camponogarese      | 4 – 4 (3-5 dtr) | Palmanova (FVG)         | 2 – 2      | 2 – 2      |
| (FVG) Cormonese          | 2 – 7           | Liventina (VEN)         | 2 – 2      | 0 – 5      |
| (VEN) Fiesso d'Artico    | 2 – 1           | Lucinico (FVG)          | 2 – 1      | 0 – 0      |
| (MAR) Osimana            | 2 – 1           | Assisiangelana (UMB)    | 0 – 0      | 2 – 1      |
| (TOS) Castellina         | 2 – 3           | Città di Castello (UMB) | 2 – 1      | 0 – 2      |
| (UMB) Dinamo Borgo Bovio | 3 – 1           | Romana Gas (LAZ)        | 2 – 0      | 1 – 1      |
| (CAL) Castrovillari      | 2 – 1           | San Pietro Napoli (CAM) | 1 – 1      | 1 – 0      |

## Trentaduesimi di finale
| Squadra 1                 | Totale      | Squadra 2                | Andata     | Ritorno    |
| ------------------------- | ----------- | ------------------------ | ---------- | ---------- |
|                           |             |                          | 06.12.1990 | 20.12.1990 |
| (LIG) Sestrese            | 5 – 3       | Forte dei Marmi (TOS)    | 3 – 0      | 2 – 3      |
| (VEN) Lugagnano           | 3 – 1       | Porcia (FVG)             | 3 – 0      | 0 – 1      |
| (FVG) Palmanova           | 0 – 4       | Miranese (VEN)           | 0 – 1      | 0 – 3      |
| (TOS) Argentario          | 4 – 6       | Città di Castello (UMB)  | 3 – 2      | 1 – 4      |
| (LAZ) Ceccano             | 2 – 2 (gfc) | Dinamo Borgo Bovio (UMB) | 0 – 0      | 2 – 2      |
| (MOL) Campomarino         | 0 – 4       | Castrovillari (CAL)      | 0 – 2      | 0 – 2      |
| (BAS) Vultur Rionero      | ? – ?       | ? (?)                    | ? – ?      | ? – ?      |
| (BAS) Invicta Pescopagano | ? – ?       | Frattese (CAM)           | ? – ?      | ? – ?      |
| (PUG) Canosa              | ? – ?       | ? (ABR)                  | 0 – 2      | 3 – 1      |

## Sedicesimi di finale
| Squadra 1               | Totale | Squadra 2           | Andata     | Ritorno    |
| ----------------------- | ------ | ------------------- | ---------- | ---------- |
|                         |        |                     | 13.02.1991 | 07.03.1991 |
| (LIG) Sestrese          | 2 – 1  | Trezzano (LOM)      | 1 – 1      | 1 – 0      |
| (UMB) Città di Castello | 5 – 2  | Sangiovannese (TOS) | 4 – 2      | 1 – 0      |
| (PUG) Canosa            | 0 – 1  | Castrovillari (CAL) | 0 – 0      | 0 – 1      |

## Ottavi di finale
| Squadra 1               | Totale | Squadra 2         | Andata     | Ritorno    |
| ----------------------- | ------ | ----------------- | ---------- | ---------- |
| OTTAVI                  | OTTAVI | OTTAVI            | 21.03.1991 | 04.04.1991 |
| (LIG) Sestrese          | 4 – 1  | Sinnai (SAR)      | 2 – 1      | 2 – 0      |
| (UMB) Città di Castello | 1 – 0  | Castelnuovo (TOS) | 1 – 0      | 0 – 0      |
| (CAL) Castrovillari     | 3 – 1  | Alcamo (SIC)      | 2 – 0      | 1 – 1      |

## Quarti di finale
| Squadra 1      | Totale      | Squadra 2               | Andata     | Ritorno    |
| -------------- | ----------- | ----------------------- | ---------- | ---------- |
|                |             |                         | 25.04.1991 | 01.05.1991 |
| (LOM) Sestrese | 2 – 0       | Capriolo (LOM)          | 2 – 0      | 0 – 0      |
| (LAZ) Ceccano  | 3 – 2       | Città di Castello (UMB) | 3 – 0      | 0 – 2      |
| (CAL) Silana   | 1 – 1 (gfc) | Castrovillari (CAL)     | 1 – 1      | 0 – 0      |
| (VEN) Miranese | ?           | ?                       | ?          | ?          |

## Semifinali
| Squadra 1           | Totale | Squadra 2      | Andata     | Ritorno    |
| ------------------- | ------ | -------------- | ---------- | ---------- |
|                     |        |                | 15.05.1991 | 22.05.1991 |
| (LIG) Sestrese      | 1 – 0  | Miranese (VEN) | 1 – 0      | 0 – 0      |
| (CAL) Castrovillari | 2 – 1  | Ceccano (LAZ)  | 1 – 1      | 1 – 0      |

## Finale
| Squadra 1           | Totale      | Squadra 2      | Andata     | Ritorno    |
| ------------------- | ----------- | -------------- | ---------- | ---------- |
|                     |             |                | 02.06.1991 | 09.06.1991 |
| (CAL) Castrovillari | 2 – 2 (gfc) | Sestrese (LIG) | 2 – 1      | 0 – 1      |

| Arbitro: | Zaltron (Bassano del Grappa) |

| |            | |
| Cairo 42’, 74’ | Marcatori  | 38’ Mieli |
| · Guido · Cimino · Tormento · Novello · Gioberti · Andreoli · De Simoni · Paduano · 77’ Follone · Cairo · Mallamace · A disposizione: · 77’ Suriano | Formazioni | · Motta · Dolcino · Podestà · Puppo · Mieli · Casagrande 77’ · Bevilacqua · Trentarossi · Prestia · Balboni · Pilleddu · A disposizione: · Morris 77’ |
| Delmorgine | Allenatori | Bodi |

| Arbitro: | Racichini (Voghera) |

| |            |                                                                                            |
| Trentarossi 90+1’ | Marcatori  |                                                                                            |
| · Motta · Puppo · Bevilacqua · 82’ Pesce · Podestà · Alessio · Mieli · Trentarossi · Prestia · 60’ Balboni · Pilleddu · A disposizione: · 60’ Morris · 82’ Casagrande | Formazioni | Guido Cimino Tormento Novello Gioberti Andreoli De Simoni Paduano Follone Cairo Maillamace |
| Bodi | Allenatori | Delmorgine                                                                                 |